# 佩恩特羅克 (北卡羅萊納州)
佩恩特羅克（英語：Paint Rock）是位於美國北卡羅萊納州麥迪遜縣的非建制地區。

## 歷史
佩恩特羅克的郵局於1878年設立，其後於1968年停運。

## 地理
佩恩特羅克所處的海拔為高於海平面386米（即1266英呎），而該地所採用的時區為UTC-5，即北美东部时区（EST）。同時該地設有夏令時間，為UTC-5調快一小時，即UTC-4（EDT）。